# DNA-Maschine
Eine DNA-Maschine ist in der Biochemie und Biophysik eine DNA-Sequenz, die zur Erfüllung einer mechanischen Funktion entworfen wurde. Der Entwurf einer DNA-Maschine ist eine Variante des rationalen Designs.

## Eigenschaften
Die erste DNA-Maschine wurde im Jahr 2000 gebaut und besaß die Funktion einer molekularen Pinzette. Bei der Erzeugung einer DNA-Maschine wird – analog zum DNA-Origami – die Hybridisierung abschnittsweise überlappender komplementärer DNA-Stränge verwendet, um dreidimensionale Strukturen zu formen.
Bisher wurden DNA-Maschinen zu verschiedenen Zwecken eingesetzt, z. B. zum Nachweis von DNA mit einer Nachweisgrenze von 0,2 nmol/l (Nanomol pro Liter), als kontraktile DNA-Sequenz, zum Nachweis viraler DNA auf Gold-Nanopartikeln oder als DNA-basierten Katalysator auf magnetischen Partikeln (englisch DNAzyme). Durch verschiedene Modifikationen kann die Nachweisgrenze beim Nachweis von DNA auf etwa 8 fmol/l (Femtomol pro Liter) gesenkt werden. DNA-Maschinen können die Funktion eines Motors einnehmen, der eine bestimmte DNA-Sequenz abfährt.

## Weblink
- A DNA origami rotary ratchet motor